# El chaval de la bachata
Linar Espinal (Juncalito, Jánico, 4 de diciembre de 1978) más conocido como El Chaval de la Bachata, es un músico, cantante, compositor y productor dominicano.
Comenzó su carrera en 1994 de la mano del empresario Nepo Núñez con el grupo musical Los Infantiles del Amargue, lanzándose como solista bajo el sello Nepo Nuñez Records con su primera producción titulada Sentimiento único (1997), la cual incluyó el primer éxito del artista «Cuando el amor se va».
Es compositor e intérprete de canciones importantes del género de la bachata como «Donde están esos amigos», «Estoy perdido», «No soy tu marido» y «Canalla» junto a Romeo Santos, entre otras. Durante su carrera ha obtenido galardones y nominaciones en eventos como los Premios Soberano y los Premios Billboard de la Música Latina, y ha grabado con artistas como Romeo Santos, Luis Vargas, Gerardo Morán, Luis Gonzaga Segura, Leonardo Paniagua y Luis Miguel del Amargue, entre otros.

## Biografía
Linar Espinal nació el 4 de diciembre de 1978 en el distrito de Juncalito, del municipio de Jánico, República Dominicana. Hijo de Jesús Espinal y María Nuñez, es el menor entre cuatro hermanos. Inspirado por su padre, uno de los primeros instrumentos que se propuso tocar fue el acordeón, el cual cambió por la guitarra cuando apenas contaba con siete años de edad. En ese entonces, el joven músico había emigrado a la ciudad de Santiago, donde fue influenciado por las bachatas de Blas Durán.

## Carrera musical

### Primera década: Nepo Nuñez Records (1993 - 2003)
Cuando apenas contaba con trece años de edad, Espinal conoció a Juan Tavárez en 1993, quien tenía un grupo de bachata acompañado de su hijo Joel Tavarez, de ocho años de edad, con quien formaron el grupo Los Infantiles del Amargue, en el que participó como vocalista y segunda guitarra.
En 1997, luego de tres años de carrera con la agrupación (que terminaría llamándose Los Jóvenes del Amargue), Espinal decidió cambiar su nombre artístico a El Chaval de la Bachata, lanzando ese mismo año su primera producción Sentimiento Único. El disco tuvo un buen recibimiento por parte del público, gracias a canciones como «Cuando el amor se va», la cual se convirtió en un clásico de la bachata. Un año después ganó su primer disco de oro al vender más de 200 mil copias de Sentimiento único.
Luego de su debut, publicó álbumes musicales de manera casi ininterrumpida: Enfermo de amor (1998), Para toda la vida (por el que recibió una nominación a los Premios Globo y Ases en 1999), Para siempre (2001), Volveré (2002) y Ayer y hoy (2003). Todos estos lanzamientos se realizaron bajo el sello Nepo Nuñez Records.

### Premios Casandra y «Donde están esos amigos» (2004 - 2009)
En 2004 lanzó el álbum Devuélveme todo bajo el sello Ramada Music, el cual incluye un homenaje a Luis Segura, «Devuélveme todo» y «Estoy perdido»; este último tema fue un éxito nacional e internacional, y logró una nominación como Bachata del año en la edición 2006 de los premios Casandra.
En el año 2007 grabó la producción Ya me cansé, que incluía «Donde están esos amigos», «Te burlaste de mí», «Ella con él», entre otros. El álbum demarcó la primera entrada en listas de Billboard del artista, debutando en la décima posición de la lista Tropical Albums. En el año 2009 fue nominado en tres renglones de los Premios Casandra: Bachatero del año, Compositor del año y Bachata del año, ganando esta última categoría con el tema, «Donde están esos amigos», el cual también fue nominado a los Premios Billboard de la Música Latina del mismo año como Canción Tropical Airplay. También en 2009 lanzó el álbum Lo que me pidas; esta producción fue nominada nuevamente a los Premios Casandra de 2010 en las categorías Bachata del año y Bachatero del año.

### Siguientes años (2010 - 2021)
En el año 2012 lanzó el álbum Por el maldito dinero, y en 2014 grabó la canción «Tres semanas», con autoría de Marco Antonio Solís. El mismo año firmó un contrato con la compañía 829Music Mundial, bajo la dirección de Vladmir García; actualmente continúa ligado con dicha discográfica. En el año 2016 lanzó el disco Sincrodestino, con el sencillo «No soy tu marido», tema nominado como Bachata del año en los Premios Soberano de 2017.
Luego de su colaboración con Romeo Santos en la canción «Canalla» del álbum Utopía, El Chaval publicó una nueva producción musical titulada Mil historias, donde invitó a diversos talentos emergentes de República Dominicana. «Me sacaste del llavero» sería el material audiovisual que se publicaría como sencillo. También, el sencillo «Bipolar», que se posicionó en Monitor Latino como canción más solicitada de República Dominicana.
En 2019 se presentó junto a Romeo Santos en el MetLife Stadium de la ciudad de Nueva York ante más de ochenta mil espectadores, en el marco de la gira del disco Utopía del artista estadounidense.

### 25 años de trayectoria y actualidad (2022-2024)[32]
Con un multitudinario concierto en el teatro United Palace de la ciudad de Nueva York, El Chaval de la Bachata anunció la celebración de sus veinticinco años en la música en octubre de 2022. Espinal estaría acompañado por Raulín Rodríguez, Frank Reyes, Don Miguelo, entre otros, en este concierto que sería un "sold out" a tres semanas de la fecha de presentación. Obtuvo nuevas nominaciones a los Premios Soberano en las categorías de Bachatero del año y Bachata del año por «Dile a él».
En celebración a sus veintiséis años como artista, publicó en 2023 el álbum Alayah #15, con más de veinte canciones, entre estas «La plata», en la que rinde homenaje en ritmo de vallenato al cantante colombiano Diomedes Díaz; el álbum incluyó además la canción «Contrato de amantes», escrita por Romeo Santos. Ese mismo año fue reconocido por el consulado de República Dominicana en España por su extensa trayectoria.
En 2024 fue nominado nuevamente como Bachatero del año en los Premios Soberano, y recibió una nominación compartida con el músico Luis Miguel del Amargue en la categoría Bachata del año por el tema «Mujer sin alma».

## Discografía
- Sentimiento Único (1997)
- Enfermo de amor (1998)
- Para toda la vida (1999)
- Para siempre (2001)
- Volveré (2002)
- Ayer y hoy (2003)
- Devuélveme todo (2004)
- No te llamo más (2005)
- Ya me cansé (2007)
- Lo que me pidas (2009)
- Por el maldito dinero (2012)
- Sincrodestino (2016)
- Mil historias (2019)
- Añoranzas a mis amigos (2022)
- Alayah #15 (2023)